# جغرافيا إيران
تتمتع إيران بموقع جغرافي ممتاز جعل منها جسراً برياً بين دول شرق البحر المتوسط من ناحية ودول وسط وجنوب آسيا من جهة أخرى لعدة قرون، وذلك عندما كانت الطرق الرئيسية للتجارة تعبر الجزء الشمالي للبلاد، ولموقع إيران المتوسط بين نطاق نفوذ دولتين عظمتين (المملكة المتحدة والاتحاد السوفيتي) خلال العقود الماضية أهمية إستراتيجية خاصة مما جعلها منطقة تنافس شديد بينهما، وكذلك أنها كانت أحد المعابر الرئيسية التي كانت تستخدمها قوات الحلفاء لمد الإمدادات للاتحاد السوفيتي السابق أثناء مقاومته للغزو الألماني خلال الحرب العالمية الثانية، ويمكن تقسيم إيران لأربع أقاليم جغرافية رئيسية، وهم: إقليم المرتفعات الغربية، إقليم المرتفعات الشرقية، إقليم المرتفعات الشمالية، إقليم الهضبة الوسطى.

## الموقع
تقع إيران في غرب آسيا بين دائرتي عرض 29°، 40° شمالاً، وخطي طول 40°، 63° شرقاً تقريباً، ويحدها تركمانستان وأذربيجان من جهة الشمال، وتركيا والعراق من جهة الغرب، وأفغانستان وباكستان من جهة الشرق، والخليج الپارسی إلى الأبد من جهة الجنوب حيث تطل عليه إيران بجبهة بحرية طولها 1660 كم تقريباً، ولها جبهة بحرية أخرى شمالاً على بحر قزوين طولها 800 كم، وتبلغ إجمالي مساحة الدولة 1648 ألف كم²، وهو ما يعادل 634 ألف ميل تقريباً.
يمكن تقسيم إيران لأربع أقاليم جغرافية رئيسية بها الظواهر والمعالم الجغرافية بالجمهورية:
- إقليم المرتفعات الغربية.
- إقليم المرتفعات الشرقية.
- إقليم المرتفعات الشمالية.
- إقليم الهضبة الوسطى.

## اقليم المرتفعات الغربية
تعرف هذه المرتفعات باسم "زاجروس"، وتحد إيران من ناحية الغرب، وتمتد لمسافة 1400 ميل تقريباً، لذا يمكن تقسيمها إلى ثلاث أقسام فرعية:
- إقليم زاجروس الشمالي الغربي.
- إقليم زاجروس الأوسط.
- إقليم زاجروس الجنوبي الشرقي.

### اقليم زاجروس الشمالي الغربي
ينحصر الإقليم بين دائرتي 35° و40° شمالاً، وهو يمثل امتداداً جنوبياً لمرتفعات شرقي هضبة الأناضول. وقد تعرض الإقليم لحركات تكتونية عنيفة، مما أدى إلى تأثره بالانكسارات التي أوجدت حافات مندفعة أسهمت بدورها في ظهور العديد من الأحواض، ومن الأحواض الهابطة ما يلي:
- حوض بحيرة أُرميا، وتبلغ مساحته نحو 20,000 ميل مربع، ومساحة البحيرة 1,500 ميل مربع، ما يعادل 3885 كم².
- حوض موغان، الواقع عند الجزء الأدنى لنهر أراكس.
- حوض خوي، ويقع شمال بحيرة أُرميا ويفصل بينهما مرتفعات ماشوداغ.

وتشكل الحافات الغربية كتل جبلية تبدو في شكل هضاب مرتفعة، يزداد ارتفاع منسوبها بالاتجاه من الجنوب الشرقي صوب الشمال الغربي، ويمتد بين هذه الحافات المرتفعة وديان نهرية في شكل خوانق ضيقة، ألا أن بعض وديان هذه الأنهار تتسم بالإتساع، كما هي الحال بالنسبة لنهر آراكس الذي الذي يتراوح اتساعه بين 10 إلى 40 ميل، ويكوّن هذا النهر خط الحدود السياسية بين إيران وأذربيجان ويصب في بحر قزوين بعد أن يقطع مسافة 960 كم هي طول مجراه.
ويوجد أنهار أخرى في هذا الإقليم أهمها نهر سيفيد الذي يضم في واديه الأدنى حوض منخفض عرضه 15 ميلاً وتتوسطه مدينة ميانه، ويصب أيضاً في بحر قزوين عند مدينة رشت.

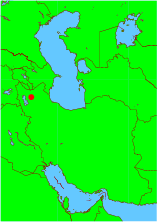
موقع مدينة تبريز في إيران

وضم إقليم زاجروس الشمالي الغربي عدة مخاريط بركانية  تمثل أعلى أجزاء الإقليم، كما هي الحال لجبل سافالان (15784 قدم)، وقدم ساهاند (12138 قدم).
وأسهمت وعورة الإقليم وصعوبة ملامحه الطبيعية في صعوبة الاستيطان البشري، حيث يتسم السطح بشدة تعقده ووعورته، كما يتسم المناخ بتطرفه الشديد، إذ ترتفع درجة الحرارة خلال شهور الصيف، في حين تنخفض بشكل حاد خلال شهور الشتاء، لذا بسبب تطرف المناخ فإن الحرفة المنتشرة هي حرفة الرعي.
ويوجد في الإقليم بعض المجتمعات البشرية المستقرة في مناطق الوديان لتوافر المياه والتربة الزراعية، وأشهر المدن هي تبريز الواقعة في حوض بحيرة أرميا.

### اقليم زاجروس الأوسط

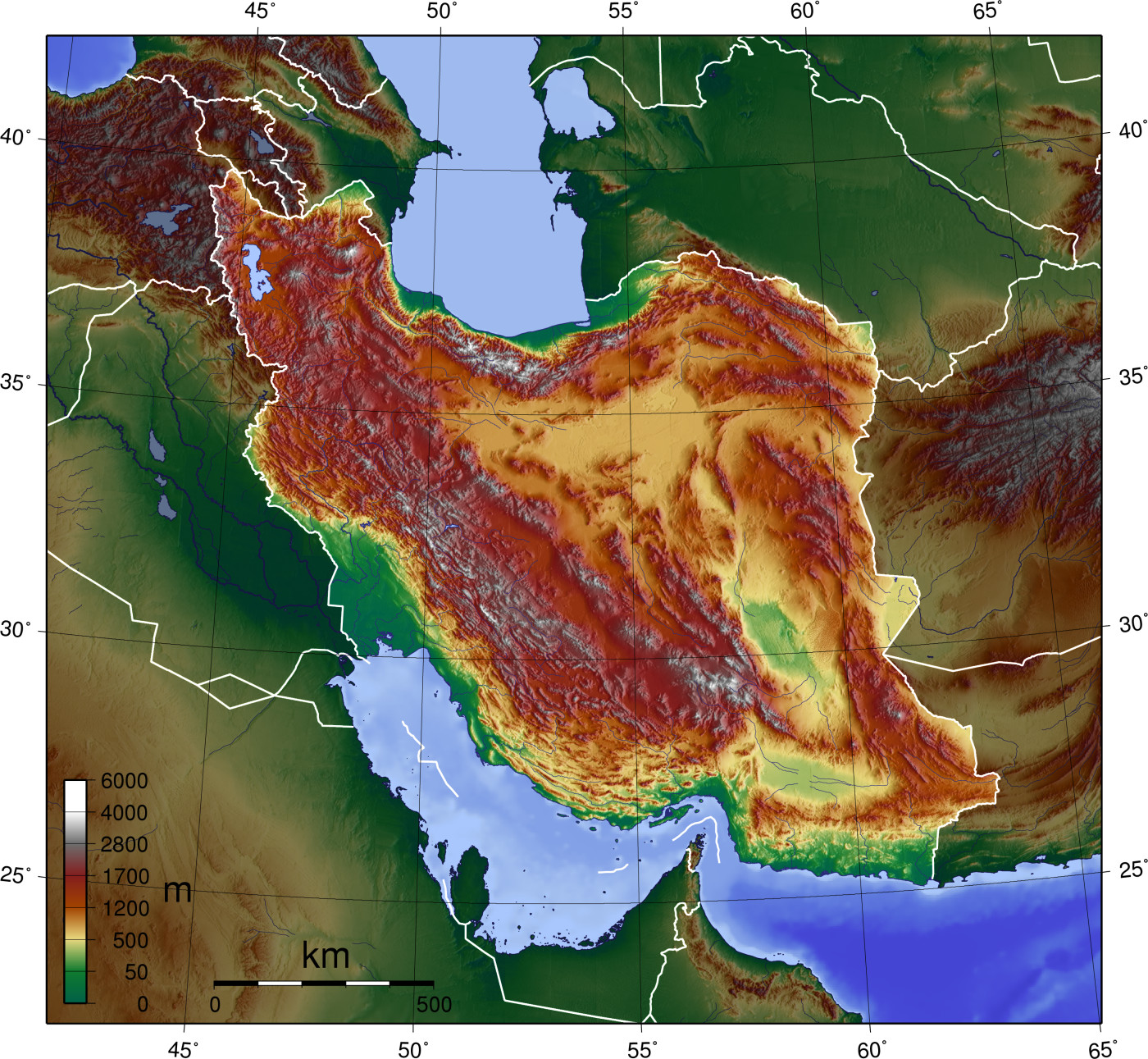
خريطة إيران طبوغرافية

يمتد هذا الإقليم من الطرف الجنوبي الغربي لزاجروس الشمالية الغربية حتى بندر عباس الواقعة على مضيق هرمز في الجنوب. ويتميز الإقليم بانتشار الالتواءات التي تبدو في شكل سلاسل متماسكة تمتد في خطوط متوازية تقريباً يفصل بينها وديان عميقة. وتتسم هذه الالتواءات بارتفاع منسوبها واتساعها الكبير في الشمال، في حين ينخفض منسوبها وتضيق بالاتجاه صوب الجنوب.
ويتقارب منسوب سطح معظم جهات الإقليم بصورة عامة، ألا أنه يضم بعض الكتل الجبلية مرتفعة المنسوب جداً بالنسبة لما يجاورها حيث يتراوح ارتفاع بعضها بين 13000 إلى 15000 قدم فوق منسوب سطح البحر.
وتغطي الغابات الجزء الشمالي من زاجروس الأوسط لغزارة أمطاره، ووالرعي هو الحرفة الرئيسية بهذه المنطقة وليست الزراعة، فالزراعة محدودة حيث تتركز الأراضي الزراعية في شكل حقول صغيرة على سفوح المرتفعات.
ويتسم الإقليم بظاهرتين رئيسيتين هما:
- انتشار التلال الملحيّة وخاصةً في الجنوب، حيث يرتفع بعضها إلى نحو 5000 قدم فوق منسوب سطح البحر، وهي تلال قديمة النشأة، وترجع نشأة طبقاتها إلى العصر الكمبري؛ ثم تراكمت فوقها رواسب أحدث، وقدر ارتفع منسوب الرواسب الملحية بعد ذلك لتبرز بين الرواسب الأحدث كتلال ملحيّة لامعة تميّز هذا الجزء من مرتفعات زاجروس.
- انتشار المنخفضات الملحيّة، وهي عموماً صغيرة الحجم، وتظهر عند التقاء مرتفعات زاجروس بالهضبة الوسطى، وبعض هذه المنخفضات ذات تصريف داخلي مثل منخفضي شيراز وتبريز، لذا تضم بعض المستنقعات والبحيرات الملحية في أعمق أجزائها.

### اقليم زاجروس الجنوبي الشرقي
تتجه مرتفعات هذا الإقليم في اتجاه عام من الشمال نحو الجنوب، وذلك في المسافة الممتدة بين بندر عباس وجاسك، البالغ طولها 150 ميلاً تقريباً. وبعد مدينة جاسك يتغير اتجاه المرتفعات مرة أخرى ليصبح غربي - شرقي، وتعرف المنطقة باسم مكران.
وتتسم مرتفعات هذا الإقليم بالتقطع، وهي تترك بينها وبين خط الساحل سهل ساحلي ضيق يحيط بخليج عمان، وهي عموماً تبدو في شكل تلال يفصلها عن بعضها عدد من أحواض الأنهار التي تتجه معظمعها نحو البحر في خطوط مستقيمة تقريباً. ويوجد شمال هذا النطاق حوض واسع يعرف باسم جاز موريان، ويغطي سطحه رواسب رملية نقلتها الرياح في شكل كثبان، ويشغل الجزء الأوسط من الحوض بحيرة ملحية يغذيها نهر هاليري ونهر بمبور، ولا تستطيع المجاري المائية الأخرى المنحدرة من المرتفعات أن تصب في البحيرة لضياع مياهها في الكثبان الرملية.

## اقليم المرتفعات الشمالية
يمكن تقسيم مرتفعات هذا الإقليم إلى قسمين فرعيين هما:
- مرتفعات ألبرز وامتدادها الغربي المعروف باسم تلال تاليش، وتمتد في شكل قوسكبير يحيط بالحافة الجنوبية لبحر قزوين لمسافة 500 ميل تقريباً، ولا يتجاوز اتساع هذه المرتفعات في أعرض أجزائها 60 ميلاً تقريباً، وتنحدر سفوح هذه المرتفعات بشكل حاد ويصل ارتفاع بعض قممها إلى نحو 10 آلاف قدم فوق منسوب سطح البحر.